# 八月瓜属
八月瓜属（学名：Holboellia）是木通科下的一个属，为常绿、缠绕性木质藤本植物。该属共有约12种，分布于中国和印度及越南。
现接受名为野木瓜属（Stauntonia DC., 1817）。